# Titularbistum Tacapae
Tacapae (ital.: Tacape) ist ein Titularbistum der römisch-katholischen Kirche. 
Es geht zurück auf ein untergegangenes Bistum der antiken Stadt Tacapae, heute Gabès, in Nordafrika (römische Provinz Africa proconsularis bzw. später Tripolitana) an der Küste des heutigen Tunesien.
| Titularbischöfe von Tacapae |                         |                                                              |                   |                    |
| Nr.                         | Name                    | Amt                                                          | von               | bis                |
| 1                           | Robert Brindle          | emeritierter Bischof von Nottingham (Vereinigtes Königreich) | 1. Juni 1915      | 27. Juni 1916      |
| 2                           | Jan Nepomuk Sedlák      | Weihbischof in Prag (Österreich-Ungarn/Tschechoslowakei)     | 7. Juli 1917      | 10. Oktober 1930   |
| 3                           | Juan Bautista Gorordo   | emeritierter Bischof von Cebu (USA)                          | 19. Juni 1931     | 20. Dezember 1934  |
| 4                           | Louis Parisot SMA       | Apostolischer Vikar von Dahomey (Französisch-Westafrika)     | 11. März 1935     | 14. September 1955 |
| 5                           | Maurice Michael Otunga  | Weihbischof in Kisumu (Kenia)                                | 17. November 1956 | 21. Mai 1960       |
| 6                           | Anthony de Saram        | Weihbischof in Colombo in Ceylon (Ceylon)                    | 27. Dezember 1962 | 22. März 1965      |
| 7                           | Raúl Arsenio Casado     | Weihbischof in Salta (Argentinien)                           | 14. Mai 1975      | 7. Juli 1983       |
| 8                           | Braulio Sáez García OCD | Weihbischof in Oruro (Bolivien)                              | 18. Februar 1987  | 7. November 1991   |
| 9                           | Charles Martin Wamika   | Weihbischof in Tororo (Uganda)                               | 18. Oktober 1993  | 2. März 2010       |
| 10                          | Dieter Geerlings        | Weihbischof in Münster (Deutschland)                         | 31. Mai 2010      |                    |